# Ignacio Ponseti
Ignacio Ponseti (en catalan Ignasi Ponsetí i Vives), né le 3 juin 1914 à Ciutadella de Menorca, mort le 18 octobre 2009, est un médecin spécialisé en orthopédie. Après avoir participé à la Guerre civile espagnole, il s’exile aux États-Unis et devient professeur émérite au Département de Chirurgie Orthopédique de l’Université de l’Iowa. Il est connu pour avoir développé dans les années 1950 la méthode Ponseti, une technique non chirurgicale qui permet la correction des pieds-bots.

## Biographie
Ignacio Ponseti est le fils d’un horloger. Il va étudier la médecine à l’Université de Barcelone. Durant la Guerre civile espagnole, il sert comme médecin militaire, d’abord sous le grade de lieutenant, puis de capitaine, dans les armées restées loyales à la Seconde République espagnole. Ses missions durant la guerre lui font faire ses premiers essais cliniques en orthopédie.
Après la victoire de Francisco Franco, il se réfugie en France puis au Mexique où il exerce pendant deux ans la médecine générale. En 1941, il vient dans l’Iowa étudier l’orthopédie sous la direction du Dr. Arthur Steindler et intègre en 1944 l’University of Iowa Hospitals and Clinics.
Concernant le traitement du pied-bot, Ponseti se rend rapidement compte que les approches chirurgicales ne le corrigent pas entièrement et provoquent des problèmes ultérieurs dans la vie du patient, par exemple de sévères arthroses. Il développe un traitement correctif basé sur l’application d’une succession de plâtres ou de coques changés régulièrement jusqu’à l’alignement quasi normal des os et des muscles du  pied. Une ténotomie du tendon d’Achille permet d’allonger celui-ci. Le maintien de la correction est obtenu par des attelles gardées par l’enfant pendant la nuit et les siestes. La méthode a rencontré un certain nombre d’oppositions mais, depuis 50 ans, elle a été adoptée par de nombreuses équipes médicales dans le monde entier. Elle obtient en effet des résultats bien supérieurs à ceux de la chirurgie et a l’avantage d’être beaucoup moins chère : 100 000 nouveau-nés sont atteints chaque année de pieds-bots parmi lesquels près de 80 % vivent dans des Pays en développement. En 2007 à l’International Clubfoot Symposium où se sont réunis 200 médecins provenant de 44 pays, il a été estimé que 10 000 enfants dans le monde avaient été traités avec succès au cours de ces dernières années.
Jusque dans les années 1990, Ignacio Ponseti a continué à voir des patients et à former des médecins.
Les autres recherches de Ponseti ont concerné les problèmes congénitaux de développement du squelette et la biochimie du cartilage.

### Sources et bibliographie
- (en) Cet article est partiellement ou en totalité issu de l’article de Wikipédia en anglais intitulé « Ignacio Ponseti » (voir la liste des auteurs).
- Wilcox, Carol (Février 2003). A healing touch, Iowa Alumni Magazine. (en)
- McKee, Jennie (Décembre 2007). Ponseti method revolutionizes clubfoot care, Bulletin of the American Academy of Orthopedic Surgeons (AAOS Now) 1 (10). (en)
- Cosma D, Vasilescu D, Vasilescu D, Valeanu M (Septembre 2007). Comparative results of the conservative treatment in clubfoot by two different protocols. J Pediatr Orthop B 16 (5): 317–21. (en)